# Cmentarz żydowski w Sopocie

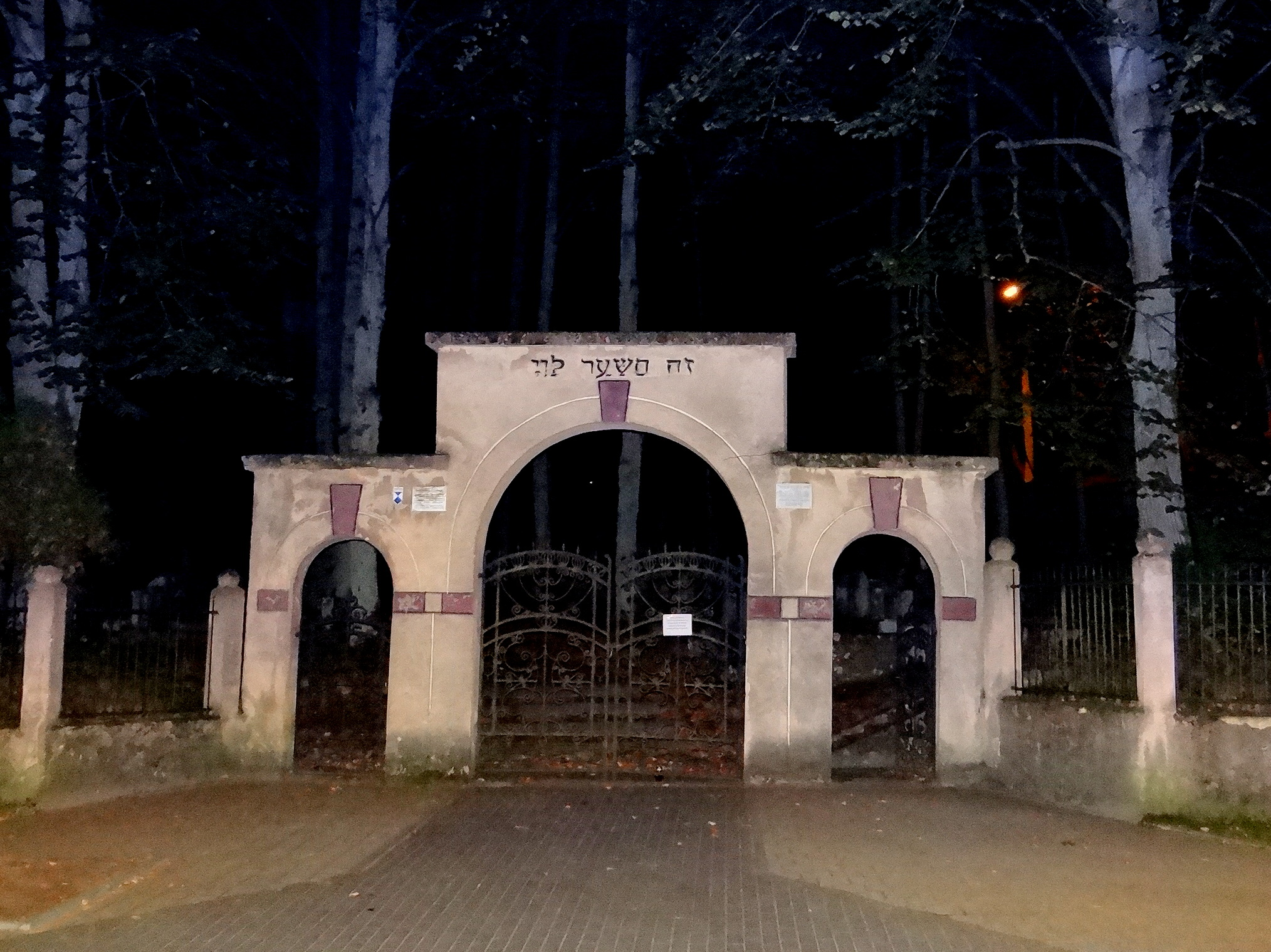
Brama prowadząca na cmentarz

Cmentarz żydowski w Sopocie – kirkut społeczności żydowskiej niegdyś zamieszkującej Sopot. 

## Historia
Za datę powstania cmentarza żydowskiego w Sopocie przyjmuje się rok 1913. Najstarszy przekaz w źródle kartograficznym o nekropolii umiejscowionej przy obecnej ul. Jacka Malczewskiego pochodzi z 1922 r. W jego sąsiedztwie znajduje się cmentarz katolicki oraz ewangelicki (obecnie komunalny). Nekropolia zajmuje powierzchnię 0,5 ha.
Cmentarz był czynny do 1939 r., a formalne zamknięcie nekropolii nastąpiło dopiero w 1948 r. Począwszy od okresu II wojny światowej, w kolejnych dziesięcioleciach, nekropolia ulegała postępującej dewastacji.
W 1983 r. cmentarz wpisano do rejestru zabytków. W latach 1983–1989 przeprowadzono rewaloryzację cmentarza ze środków konserwatorskich, miasta Sopotu oraz Fundacji Rodziny Nissenbaumów. Od tamtej pory powoli nekropolia coraz bardziej niszczeje, m.in. została ukradziona część pompy, brama cmentarna wymaga renowacji.
Na cmentarzu zachowało się niewiele macew z czytelnymi inskrypcjami. Napisy występują w języku polskim, niemieckim, rosyjskim oraz hebrajskim. Stosunkowo często można zauważyć dwujęzyczne inskrypcje. Na teren cmentarza prowadzi zabytkowa brama - jedyna, która przetrwała do XXI w. na Pomorzu - z hebrajskim napisem Oto jest brama do Boga /Ze Szaar L'Adonaj/.